# گولیام دوسیل
گولیام دوسیل (به بلغاری: Golyam Devesil) یک منطقهٔ مسکونی در بلغارستان است که در شهرستان کروموفگراد واقع شده‌است.